# Выйское сельское поселение
Выйское сельское поселение или муниципальное образование «Выйское» — упразднённое муниципальное образование со статусом сельского поселения в Верхнетоемском муниципальном районе Архангельской области России.
Соответствовало административно-территориальной единице в Верхнетоемском районе — Выйский сельсовет.
Административный центр — деревня Окуловская.
Законом Архангельской области от 26 апреля 2021 года № 413-25-ОЗ с 1 июня 2021 года упразднено в связи с преобразованием Верхнетоемского муниципального района в муниципальный округ.

## География
Выйское сельское поселение находится на востоке Верхнетоемского района. Граничит с Горковским сельским поселением. Главные реки в поселении: Пинега, Выя.

## История
Муниципальное образование было образовано в 2006 году.
Деревни Подольская, Романов Остров, Каласнемская, Ескинская, Ламлевская, Гавриловская, Тиневская и Василевская составляли до 1918 года самостоятельную административно-территориальную единицу — волость (с 1918 года — сельсовет). С начала заселения до 1780 года эта территория входила в Кеврольский уезд Архангелогородской губернии и носила название Керетской волости, или Кережских деревень. С 1780 по 1796 год находилась в Красноборском уезде Вологодского наместничества. С ликвидацией Красноборского уезда вошла в Малопинежский стан Сольвычегодского уезда Вологодской губернии. С 1837 года по 1867 год вместе с устьвыйскими деревнями Керга составляла Гавриловское сельское общество и вместе с Горским сельским обществом (территория нынешнего Горковского с/с) входила в Мамонтинскую волость 2-го стана Сольвычегодского уезда Вологодской губернии. Центр волостного правления находился в деревне Мамонтинская (ныне — деревня Машканово Горковского сельского поселения), а становая квартира пристава — в селе Черевково. С 1867 года по 1918 год Гавриловская волость — в 3-м стане Сольвычегодского уезда, становая квартира пристава — в селе Верхняя Тойма. 1 марта 1918 года Гавриловское сельское общество стало Гавриловским сельсоветом, а Никитинское сельское общество — Выйско-Ильинским сельсоветом. Однако, Гавриловское почтовое отделение осталось в Усть-Вые, а в Гаврилове было образовано Тужиковское почтовое отделение (по деревне Тужиково). Постановлением НКВД РСФСР от 24 июля 1918 года из Гавриловский и Выйско-Ильинский сельсоветы Сольвычегодского уезда вошли в состав Северо-Двинской губернии.

## Население
| 1970 | 1979  | 1992  | 2001  | 2002  | 2003  | 2004  |
| ---- | ----- | ----- | ----- | ----- | ----- | ----- |
| 2257 | ↘1934 | ↗2032 | ↘1540 | ↘1314 | ↘1201 | ↘1196 |
| 2010 | 2011  | 2012  | 2013  | 2014  | 2015  | 2016  |
| ↘647 | ↘644  | ↘579  | ↘537  | ↘505  | ↘472  | ↘443  |
| 2017 | 2018  | 2019  | 2020  | 2021  |       |       |
| ↘410 | ↘375  | ↘362  | ↘326  | ↘298  |       |       |

## Населённые пункты
- Бабиново
- Белоусовская
- Бор
- Васильевская
- Вахтинская
- Демьяново
- Еськино
- Жихаревская
- Заборье
- Зайцево (Керга)
- Заозерье
- Каласнемо
- Кудрина Гора (Керга)
- Ламлево
- Мутокорье
- Никитинская
- Окуловская
- Осташево
- Осяткино
- Подольская
- Романов Остров (Керга)
- Северный
- Степановская
- Тинева
- Тужиково (Керга)
- Усть-Выйская
- Фроловская
- Хорнема
- Чудиново
- Шишинская

## Интересные факты
В 1894 году Выю посетил путешествовавший по Русскому Северу известный художник Василий Верещагин.

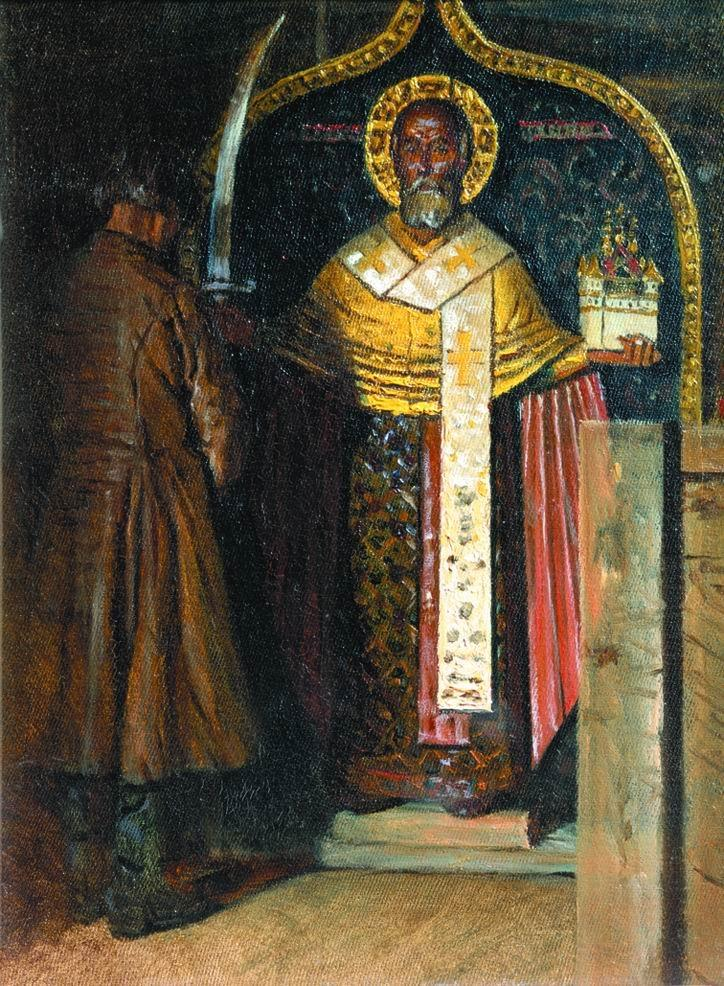
Икона Николы с верховьев Пинеги — реки Выя. Верещагин, 1894 год.